# Vegard Strøm
Vegard Strøm (30 agosto 1972) è un ex calciatore norvegese, di ruolo difensore.

## Carriera

### Club
Strøm è passato allo Strømsgodset nel 1992, proveniente dal ROS. Ha contribuito alla promozione in Eliteserien, arrivata al termine del campionato 1993. Il 29 maggio 1994 ha così effettuato il proprio esordio nella massima divisione, schierato titolare nel pareggio interno per 2-2 contro il Vålerenga, subentrando a Espen Horsrud. Lo Strømsgodset è nuovamente retrocesso al termine del campionato 1994.
Tornato in Eliteserien in vista della stagione 1996, ha poi trovato la prima rete in massima divisione in data 16 maggio 1997, nella vittoria interna per 3-1 sul Sogndal. Strøm ed il suo Strømsogdset sono retrocessi ancora al termine del campionato 1999. Il difensore è rimasto in squadra sino al 2003, sempre alternando stagioni in Eliteserien ed in 1. divisjon.
Nel 2004, è passato al Mjøndalen, in 3. divisjon.

## Statistiche

### Presenze e reti nei club
| Stagione            | Club                | Campionato          | Campionato | Campionato | Coppe nazionali | Coppe nazionali | Coppe nazionali | Coppe continentali | Coppe continentali | Coppe continentali | Supercoppe | Supercoppe | Supercoppe | Totale | Totale |
| Stagione            | Club                | Comp                | Pres       | Reti       | Comp            | Pres            | Reti            | Comp               | Pres               | Reti               | Comp       | Pres       | Reti       | Pres   | Reti   |
| ------------------- | ------------------- | ------------------- | ---------- | ---------- | --------------- | --------------- | --------------- | ------------------ | ------------------ | ------------------ | ---------- | ---------- | ---------- | ------ | ------ |
| 1992                | Strømsgodset        | 1D                  | ?          | ?          | CN              | ?               | ?               | -                  | -                  | -                  | -          | -          | -          | ?      | ?      |
| 1993                | Strømsgodset        | 1D                  | ?          | ?          | CN              | ?               | ?               | -                  | -                  | -                  | -          | -          | -          | ?      | ?      |
| 1994                | Strømsgodset        | ES                  | 7          | 0          | CN              | ?               | ?               | -                  | -                  | -                  | -          | -          | -          | 7+     | 0+     |
| 1995                | Strømsgodset        | 1D                  | ?          | ?          | CN              | ?               | ?               | -                  | -                  | -                  | -          | -          | -          | ?      | ?      |
| 1996                | Strømsgodset        | ES                  | 19         | 0          | CN              | ?               | ?               | -                  | -                  | -                  | -          | -          | -          | 19+    | 0+     |
| 1997                | Strømsgodset        | ES                  | 24         | 2          | CN              | ?               | ?               | -                  | -                  | -                  | -          | -          | -          | 24+    | 2+     |
| 1998                | Strømsgodset        | ES                  | 14         | 0          | CN              | ?               | ?               | -                  | -                  | -                  | -          | -          | -          | 14+    | 0+     |
| 1999                | Strømsgodset        | ES                  | 19         | 0          | CN              | 2               | 1               | -                  | -                  | -                  | -          | -          | -          | 21     | 1      |
| 2000                | Strømsgodset        | 1D                  | 23         | 0          | CN              | 4               | 0               | -                  | -                  | -                  | -          | -          | -          | 27     | 0      |
| 2001                | Strømsgodset        | ES                  | 12         | 0          | CN              | 1               | 0               | -                  | -                  | -                  | -          | -          | -          | 13     | 0      |
| 2002                | Strømsgodset        | 1D                  | 22         | 0          | CN              | 4               | 0               | -                  | -                  | -                  | -          | -          | -          | 26     | 0      |
| 2003                | Strømsgodset        | 1D                  | 9          | 0          | CN              | 2               | 0               | -                  | -                  | -                  | -          | -          | -          | 11     | 0      |
| Totale Strømsgodset | Totale Strømsgodset | Totale Strømsgodset | ?          | ?          |                 | ?               | ?               |                    | -                  | -                  |            | -          | -          | ?      | ?      |
| 2004                | Mjøndalen           | 3D                  | ?          | ?          | CN              | 1               | 0               | -                  | -                  | -                  | -          | -          | -          | 1+     | 0+     |
| Totale              | Totale              | Totale              | 149+       | 2+         |                 | 14+             | 1+              |                    | -                  | -                  |            | -          | -          | 153+   | 3+     |